# Drogenkonsum in Iran
Der Drogenkonsum in Iran und der gesellschaftliche Umgang mit bewusstseinsverändernden Substanzen widerspiegelt den sich ändernden soziopolitischen Hintergrund des Landes. Bis zum Beginn des 20. Jahrhunderts war speziell Opiumkonsum üblich und verbreitet. Die Modernisierer der Pahlavi-Dynastie verstanden Rauschdrogen als einen Grund für den Verfall und Niedergang der Vorgängerdynastie und versuchten, den Gebrauch nach westlichem Vorbild zu kontrollieren, zu verbieten und zu kriminalisieren. Nach 1979 versuchte die Regierung der Islamischen Republik Iran, den Drogengebrauch durch Durchsetzung moralischer Standards und Bestrafung von Delinquenten zu lösen. Das iranische Drogengesetz bestraft einschlägige Tatbestände mit der Todesstrafe. Die Zahl der Drogentoten Irans gehört dennoch zu den höchsten weltweit. Deshalb wird zunehmend ein pragmatischer, säkularer Weg zur Änderung der Situation eingeschlagen.

## Geschichte
Obwohl bereits vor 400 Jahren versucht wurde, den Drogenkonsum zu beschränken, war der Konsum von Opium bis in die 1920er Jahre eine gesellschaftliche Normalität. Er diente neben dem Vergnügen, vor allem auf dem Land, wo es praktisch keine medizinische Versorgung gab, auch als universales Schmerz- und Beruhigungsmittel. Bei Hungersnöten stieg der Opiumkonsum an, weil das Mittel auch zum Bändigen des Hungergefühls genutzt wurde.
Jährlich brachte Iran etwa hundert Tonnen Opium auf den Markt; für 1923/1924 wurde ein Verbrauch von 609.166 Pfund Opium ermittelt. Gleichzeitig wurde geschätzt, dass etwa zehn Prozent der Bevölkerung Teherans opiumabhängig waren; für das Jahr 1925 wurde der Anteil der Opiumabhängigen in der Stadt Kerman auf ein Drittel geschätzt. Insgesamt hatte die Opiumherstellung einen bedeutenden Anteil an der Wirtschaftsleistung und dem Export des damals landwirtschaftlich geprägten Irans.
Später wurde der Opiumkonsum als Hindernis zur Modernisierung wahrgenommen. Ab 1928 existierte ein staatliches Opiummonopol, ab dem Jahr 1938 war der Anbau von Schlafmohn in mehreren Regionen verboten. Trotzdem zählte man im Jahr 1949 in Teheran etwa 500 sogenannte Opiumhöhlen und noch in den 1950er Jahren war es üblich und akzeptiert, in einem Café Opium-Tee oder Opium-Kaffee zu trinken. Im Jahr 1955 wurde schließlich der Anbau von Schlafmohn, die Herstellung und der Konsum von Opium landesweit gesetzlich untersagt. Zu dieser Zeit produzierte Iran bis zu 1200 Tonnen Opium jährlich und der Anteil der Opiumsüchtigen an der Gesamtbevölkerung wurde auf sieben bis zehn Prozent geschätzt. Zwar gelang es, die Opiumproduktion im Inland zu unterbinden, gleichzeitig begann jedoch der Schmuggel von Opium aus Afghanistan und Pakistan. Ab 1960 begann das stärkere und billigere Heroin, das Opium vor allem bei den jüngeren Konsumenten abzulösen. Im Jahr 1969 stellte die Regierung fest, dass das Verbot des Opiumanbaus nichts gebracht und das Drogenproblem sogar verschlimmert hatte: Für 1969 wurden 350.000 Opiumabhänge und ein jährlicher Verbrauch von 240 Tonnen Opium geschätzt. Somit wurde damit begonnen, Maßnahmen vor allem in Richtung der Entkriminalisierung der Drogenabhängigkeit, Aufklärung und Prävention zu setzen. Entzugskliniken wurden eingerichtet, die die Drogensüchtigen physisch heilen und ihnen einen Neubeginn ohne Drogen ermöglichen sollten. In den 1970er Jahren erreichte das Land die eigenen Ziele für die Anzahl von Entzugskliniken und geschultem Personal jedoch nicht.
Im Zuge der Islamischen Revolution im Jahre 1979 wurde das Land zum wichtigsten Umschlagplatz für Drogen, die für Europa und Nordamerika bestimmt waren. Die für die Bekämpfung des Drogenschmuggels verantwortlichen Beamten waren entweder hingerichtet worden oder hatten ihren Dienst nicht mehr angetreten. Sie wurden durch unerfahrenes, aber als politisch zuverlässig betrachtetes Personal ersetzt. Die Einrichtungen für den Drogenentzug und die Rehabilitierung wurden geschlossen. Das Alkoholverbot, die steigende Arbeitslosigkeit und die Verschlechterung des Gesundheitssystems führten dazu, dass der Drogenmissbrauch zunahm. Damalige Schätzungen der Regierung gingen von drei Millionen Abhängigen (bei 36 Millionen Einwohnern) aus. Chef des Anti-Drogen-Programms wurde der Ajatollah Sadegh Chalchali, unter dem der Besitz von Drogen mit Geld- und Haftstrafen, Körperstrafen oder Hinrichtung bestraft wurden; Statistiken hierzu sind nicht verfügbar. Seine „zu 200 % erfolgreiche“ Kampagne wurde jedoch vom ersten Golfkrieg und von Debatten, ob jemand, der unbewaffnet Drogen schmuggelt, „im Krieg mit Gott sei“ oder nur „Korruption auf Erden verbreite“, eingebremst. Lager wurden eingerichtet, in denen Drogensüchtige interniert wurden, bis sie ihre Sucht aufgaben. Diese Maßnahmen konnten allerdings keinen Anstieg des Konsums vermeiden, insbesondere nicht den von Heroin.
Ab den 1980er Jahren führten der sowjetische Einmarsch in Afghanistan und die Unterstützung der CIA für die Mudschahedin zu einem Anstieg der Opiumproduktion. Das Opium wurde teilweise in Pakistan zu Heroin weiterverarbeitet und von Schmugglern in die Islamische Republik Iran verbracht, teilweise wurde es erst auf dem Balkan zu Heroin verarbeitet. Etwa die Hälfte der in Afghanistan gewonnenen Drogen wurden über Iran exportiert. Dabei absorbierte der iranische Markt jährlich 700–800 Tonnen, der überwiegende Teil wurde in Richtung Westen und Golfstaaten weitertransportiert. Seit der Jahrtausendwende wird auch in Afghanistan Heroin hergestellt, was für die Schmuggler den Vorteil hat, weniger voluminöse Ware transportieren zu müssen; dazu hat Heroin nicht den speziellen Geruch des Opiums. In Peschawar bildete sich das Drehkreuz des Schmuggels von Drogen in Richtung Westen und von Waffen in Richtung Afghanistan.
Die Schmuggler rekrutieren sich häufig aus ethnischen und religiösen Minderheiten (insbesondere den Belutschen), die in den unterentwickelten Provinzen Sistan und Belutschistan und Chorasan leben. Handel und Schmuggel gelten dort als Tradition und viele Einheimische hätten dort kaum alternative Einkommensmöglichkeiten. Die Familien und Dorfbewohner halten entsprechend gegen die Staatsmacht, von der sie sich ausgegrenzt fühlen, zusammen.
Iran versuchte auf unterschiedliche Weise, den Fluss der Drogen einzudämmen, etwa durch Betonmauern, die Gebirgspässe versperrten, Minenfelder oder Fahrzeugbarrieren, wofür mehr als 800 Millionen US-Dollar aufgewendet wurden. Im Jahre 1999 waren etwa 100.000 Polizisten, Soldaten und Milizionäre mit dem Kampf gegen den Drogenschmuggel befasst; 2800 Männer aus dem iranischen Sicherheitsapparat kamen in Zusammenstößen mit den Schmugglern um. In den letzten 30 Jahren wurden 3,734 iranische Grenzsoldaten in Auseinandersetzungen mit Schmugglern getötet und mehr als 12.000 verletzt. Unter den 254 Tonnen Drogen, die im Jahr 2000 in Iran beschlagnahmt wurden, waren 6,2 Tonnen Heroin, 20,2 Tonnen Morphin, 179 Tonnen Opium und 31,6 Tonnen Cannabis. Der geringste Teil davon war im Land selbst erzeugt worden. Beschlagnahmtes Opium wird in der iranischen pharmazeutischen Industrie zu Codein verarbeitet.
Im Jahr 2001 hatten etwa 40 % aller in Iran begangener Straftaten mit Drogen zu tun und von etwa 170.000 Gefängnisinsassen waren zur gleichen Zeit etwa 68.000 wegen Drogenhandel und 32.000 wegen Drogenabhängigkeit inhaftiert. Mehrere wegen Drogendelikten verhaftete Personen wurden aus Platzmangel in den Gefängnissen wieder auf freien Fuß gesetzt. Insgesamt waren von 1980 bis 2000 etwa 1,7 Millionen Menschen wegen Drogenvergehen inhaftiert.
Unter den Insassen in den Entzugskliniken breitete sich der intravenöse Konsum und damit Hepatitis und HIV aus. In den 1990er Jahren verbreitete sich die Meinung, dass der Weg, den Drogenkonsum zu kriminalisieren und den Zufluss von Drogen zu bekämpfen, nicht funktionierte. Im Jahre 2000 war ein Gramm Heroin auf dem Schwarzmarkt für drei bis vier US-Dollar erhältlich. Man schätzte je nach enger oder weiter Auslegung zwischen 1,2 und 3 Millionen Drogenkonsumenten, von denen ein Drittel bereits intravenös konsumiert hatte. Viele davon hatten im Gefängnis mit dieser Methode Bekanntschaft gemacht. Hinzu kam, dass die Risiken von HIV und anderen durch den gemeinsamen Gebrauch von Injektionsbesteck übertragbaren Krankheiten kaum bekannt waren. Im Land wurden beispielsweise keinerlei Aufklärungsbroschüren verteilt. Die Anzahl der Drogentoten stieg von 717 im Jahr 1996 auf etwa 1000 im Jahre 2000. Umfragen in iranischen Städten hatten zu dieser Zeit ergeben, dass drei Viertel der Befragten in den vergangenen Monaten Opium und fast 40 Prozent Heroin konsumiert hatten. Man begann wieder, Drogenabhängige ambulant zu behandeln, die Gründung von Selbsthilfeorganisationen wurde zugelassen. Speziell die hohe HIV-Prävalenz unter Heroin-Konsumenten beschäftigte die Regierung der islamischen Republik. Somit wurde die Herangehensweise an das Problem resäkularisiert und angepasst: Maßnahmen zur Aufklärung und Einschränkung der Nachfrage nach Drogen wurden mit der Bekämpfung des Schmuggels kombiniert.
Heute gehört Iran zu den Ländern mit dem ernsthaftesten Suchtproblem weltweit und gleichzeitig ist er eines der wichtigsten Transitländer für Drogen aus Afghanistan in Richtung Europa. Zwischen einem Drittel und der Hälfte des weltweit beschlagnahmten Heroins wird in Iran sichergestellt. Drogen bleiben ein vermeintlicher Ausweg für die iranische Jugend aus Arbeitslosigkeit, Mangel an Perspektiven, Unterhaltung und einem sozial eingeschränkten Leben. Die Drogenkonsumenten sind zu 94 Prozent männlichen Geschlechts, zur Hälfte verheiratet und zu etwa 20 Prozent arbeitslos.

## Therapieangebote
Seit der Jahrtausendwende werden Initiativen zur Behandlung von Drogenabhängigkeit wieder zugelassen. Während staatliche Einrichtungen für den Drogenentzug auf Zwangsarbeit und Indoktrinierung setzen (ähnlich amerikanischen Bootcamps), sind mehrere Kliniken und ambulante Einrichtungen entstanden, die die Patienten zunächst einer Entgiftung oder einer Methadonbehandlung unterziehen und sie danach in Gruppentherapien auf das Leben nach der Sucht vorbereiten. Die Rückfallquote ist jedoch verhältnismäßig hoch, weil die gesellschaftlichen Umstände, die den Drogenmissbrauch begünstigen, bestehen bleiben.

## Anti-Betäubungsmittel-Gesetz
Im Jahre 1989 wurde das Anti-Betäubungsmittel-Gesetz verabschiedet, das im Jahre 1997 und 2011 novelliert wurde. Es stellt eine große Anzahl von drogenbezogenen Tatbeständen unter Strafe. Für 17 Tatbestände sieht es zwingend die Todesstrafe vor, darunter etwa der Anbau von Schlafmohn, Coca oder Cannabis zur Drogenherstellung (Todesstrafe bei der vierten Verurteilung), Schmuggel, Transport, Herstellung von Rohstoffen für die Drogenherstellung (Todesstrafe und Beschlagnahme des Eigentums ab 5 kg) und Herstellung, Transport und In-/Export von Drogen (Todesstrafe und Beschlagnahme des Eigentums ab 30 Gramm Kokain, Heroin, Morphin oder synthetische Drogen oder bei der vierten Verurteilung) und bewaffneter Drogenschmuggel. In den zehn Jahren nach Einführung dieses Gesetzes wurden 10 000 Schmuggler hingerichtet, meist nach kurzen Prozessen, die von einem Offizier des Geheimdienstes geleitet wurden.
Iran ist das Land mit der höchsten Anzahl von Hinrichtungen weltweit pro Kopf. Drei Viertel aller zum Tode verurteilten wurden wegen Drogendelikten angeklagt. Nirgendwo sonst auf der Welt werden so viele Menschen wegen Drogenvergehen hingerichtet. Während die internationale Gemeinschaft die hohe Zahl an Hinrichtungen kritisiert, gibt es innerhalb Irans auch Stimmen, die eine noch härtere Gangart gegen Drogenhändler fordern. Der iranische Vize-Innenminister beklagte im Juni 2001, dass eigentlich knapp 16 000 Personen die Todesstrafe verdient hätten, jedoch nur 1735 hingerichtet wurden.
Die Todesstrafe wird von der iranischen Regierung als Mittel gegen den Drogenschmuggel gesehen. Der hohen Zahl an Hinrichtungen steht jedoch kein Rückgang des Schmuggels gegenüber, so dass auch iranische Regierungsmitglieder einräumen, dass das Mittel Todesstrafe nicht wirkt. Zu den wegen Drogendelikten Hingerichteten gehören dabei überproportional viele Angehörige ethnischer Minderheiten (v. a. den Belutschen), Bürger Afghanistans und Angehörige verarmter persischsprachiger Bevölkerungsteile.
Das iranische Anti-Betäubungsmittel-Gesetz verletzt in mehrerlei Hinsicht Zusagen zur Wahrung der Menschenrechte, die Iran gegenüber der Weltgemeinschaft gemacht hat. Konkret hat sich Iran mit der Unterzeichnung des Internationalen Paktes über bürgerliche und politische Rechte dazu verpflichtet, die Todesstrafe nicht willkürlich anzuwenden, was das iranische Justizsystem in seiner jetzigen Form nicht garantieren kann, nicht zuletzt, weil erzwungene Geständnisse nicht ausgeschlossen sind. Auch die zwingende Anwendung der Todesstrafe für bestimmte Delikte entspricht nicht diesem Kriterium; für den Vollzug einer Strafe dieser Tragweite ist eine richterliche Entscheidung, die alle Umstände der Tat einbezieht, unabdinglich. Das iranische Gesetz sieht auch keine Möglichkeit eines Gnadengesuches vor; Verurteilte werden in der Regel kurze Zeit nach der Verurteilung hingerichtet. Darüber hinaus hat sich Iran verpflichtet, die Todesstrafe nur für die schwersten Delikte anzuwenden, wozu Drogenbesitz, -Herstellung und -Handel nicht zählen. Mit der Praxis, auch unter 18-Jährige hinzurichten, verstößt Iran gleich gegen mehrere Abkommen.

## Drogenkontroll-Behörde
Mit dem Anti-Betäubungsmittel-Gesetz wurde auch eine Drogenkontroll-Behörde zur Drogenbekämpfung eingerichtet. Dieses Gremium wird von 12 Personen geleitet, nämlich dem Präsidenten, dem Generalstaatsanwalt, dem Innenminister, dem Informationsminister, dem Gesundheitsminister, dem Bildungsminister, dem Minister für Kultur und islamische Erziehung, dem Chef des staatlichen Rundfunks, dem Oberbefehlshaber der Polizei, dem Chef der Gefängnisverwaltung, dem Vorsitzenden des Teheraner Revolutionsgerichts und dem Kommandeur der Basidsch. Der Präsident ernennt einen Sekretär, der die Organisation führt. Es hatte im Jahr 2002 ein Budget von 80 Millionen US-Dollar, von denen 50 % für Maßnahmen zur Nachfragereduktion verplant wurden.
Die Kooperation dieser Behörde mit anderen staatlichen Organisationen gestaltet sich schwierig, weil sie keine Einrichtung auf Regierungsebene ist. So kommt es häufig zu Abstimmungsproblemen bezüglich Strategie und Finanzierung. Mitarbeiter der Drogenkontroll-Behörde werfen anderen staatlichen Organisationen vor, keine Unterstützung zu leisten. Dazu kommt, dass sehr einflussreiche Stellen vom Drogenhandel profitieren und den Behörden entsprechend die Hände gebunden sind. Die Gehälter der Staatsbediensteten sind so niedrig, dass sie von den Händlern und Schmugglern leicht bestochen werden können; damit gehen Drogendealer häufig straffrei aus.
Es gibt Indizien, dass hochrangige iranische Militärs, speziell Kommandeure der nahe der Grenze zu Afghanistan und Pakistan stationierten Einheiten, als Hauptakteur im Drogengeschäft mit Afghanistan am Drogenhandel beteiligt sind. Am 21. Januar 2011 berichtete die Zeitung Die Welt mit Bezug auf Depeschen der US-amerikanischen Botschaft in Baku ebenfalls von einer maßgeblichen Beteiligung iranischer Regierungsbehörden am Drogenhandel.